# 時空の哲学
時間と空間の哲学（じくうのてつがく、英語：philosophy of space and time）とは、時間や空間についての哲学的な考察である。
時間と空間の哲学では以下のような問いが考察されている。
- 時間や空間はその中にある物体と独立に実在するのか、それともあくまで物体の関係としてしか存在しないのか。
時間の反実在論ではジョン・マクタガートが有名。空間の関係説を唱えた哲学者としてはゴットフリート・ライプニッツやエルンスト・マッハが知られる。
- 時空が存在するとして、それは実体を持つ存在なのか。
アインシュタインの一般相対性理論は時空を実体的に捉えるものと通常は理解され、もしそうならば実体説(substantivism)に立つことになる。時空の反実体説の側の論者としてジョン・アーマンなどがいる。
- 時空の構造がリーマン幾何学的であるというのは客観的事実なのか、それとも記述の仕方に相対的な単なる規約なのか。
アインシュタインは一般相対性理論の時空がリーマン空間であることを客観的な事実と考えていたが、これを単なる規約と考える哲学者（規約主義者）も多い。 規約主義をとった哲学者としてアンリ・ポアンカレ、ハンス・ライヘンバッハなどがいる。
- 時間の向きを決めるものは何か(時間の矢)。
基本的な物理法則はすべて時間対称であるため、これらによっては時間の向きは定義できない。そこで、熱力学の第二法則を使って時間の向きを定義する考え方、宇宙の膨張を使って時間の向きを定義する考え方、量子力学における波束の収縮を使って時間の向きを定義する考え方などが提案されてきた。
- 逆向きの因果は可能か。タイムトラベルは可能か
時間と空間が本質的には異ならないことが相対性理論で示されたことから、光速を超えて移動することで逆向き因果や過去へのタイムトラベルもできるのではないかという可能性が示唆された。しかし、タイムトラベルはやはり原理的に不可能だと考える論者もいる。